# Giovanni da Procida (1928)
Giovanni da Procida – włoski okręt podwodny z okresu międzywojennego i II wojny światowej, jedna z czterech jednostek typu Mameli. Okręt został zwodowany 1 kwietnia 1928 roku w stoczni Cantieri navali Tosi di Taranto w Tarencie, a w skład Regia Marina wszedł 20 stycznia 1929 roku. Pełnił służbę na Morzu Śródziemnym i Atlantyku, biorąc udział m.in. w wojnie domowej w Hiszpanii i kampanii śródziemnomorskiej. Po kapitulacji Włoch „Giovanni da Procida” trafił do USA, gdzie był używany do szkolenia sił ZOP. Jednostka została wycofana ze służby 1 lutego 1948 roku.

## Projekt i budowa
Przyjęty przez Włochy program zbrojeniowy z lat 1923–1924 zakładał zbudowanie okrętów o łącznej wyporności 36 568 ton, na co miały się składać dwa krążowniki ciężkie („Trento” i „Trieste”), niszczyciele typu Sauro i Turbine oraz okręty podwodne typu Balilla, Pisani i Mameli. Projekt oceanicznych okrętów typu Mameli powstał w wyniku zbadania konstrukcji i doświadczeń z eksploatacji otrzymanych po I wojnie światowej U-Bootów Kaiserliche Marine. Jednostki zaprojektował pułkownik Virginio Cavallini. Przyjęto konstrukcję jednokadłubową z dużym kioskiem. Powstały solidne okręty o dobrej manewrowości podwodnej i dużej dopuszczalnej głębokości zanurzania, problemem była jednak ich słaba stateczność. Problem rozwiązano instalując zewnętrzne siodłowe zbiorniki balastowe, co jednak zmniejszyło osiąganą prędkość maksymalną (z projektowanych 17,2 węzła na powierzchni do 15 węzłów i podwodną z 7,7 do 7,5 węzła) . Mameli był pierwszym typem okrętów podwodnych skonstruowanym we Włoszech po I wojnie światowej.
Okręt zbudowany został w stoczni Cantieri navali Tosi di Taranto w Tarencie . Stępkę jednostki położono 21 września 1925 roku, a zwodowana została 1 kwietnia 1928 roku.

## Dane taktyczno-techniczne
„Giovanni da Procida” był średniej wielkości oceanicznym okrętem podwodnym o konstrukcji jednokadłubowej . Długość całkowita wynosiła 64,6 metra, szerokość 6,51 metra i zanurzenie 4,3 metra. Wyporność normalna w położeniu nawodnym wynosiła 810 ton, a w zanurzeniu 993 tony . Okręt napędzany był na powierzchni przez dwa 8-cylindrowe czterosuwowe silniki wysokoprężne Tosi o łącznej mocy 3000 KM. Napęd podwodny zapewniały dwa silniki elektryczne CGE o łącznej mocy 1100 KM. Dwuśrubowy układ napędowy pozwalał osiągnąć prędkość 15 węzłów na powierzchni i 7,5 węzła w zanurzeniu. Zasięg wynosił 3500 Mm przy prędkości 8 węzłów w położeniu nawodnym oraz 64 Mm przy prędkości 4 węzłów w zanurzeniu. Zbiorniki paliwa mieściły 48 ton oleju napędowego . Energia elektryczna magazynowana była w baterii akumulatorów składającej się ze 112 ogniw . Dopuszczalna głębokość zanurzenia wynosiła 100 metrów .
Okręt wyposażony był w sześć stałych wyrzutni torped kalibru 533 mm: cztery na dziobie i dwie na rufie, z łącznym zapasem 10 torped . Uzbrojenie artyleryjskie stanowiło umieszczone przed kioskiem pojedyncze działo pokładowe kalibru 102 mm Schneider–Armstrong 1914-15 L/35 . Broń przeciwlotniczą stanowiły dwa pojedyncze wielkokalibrowe karabiny maszynowe kalibru 13,2 mm L/76 . Jednostka wyposażona też była w hydrofony .
Załoga okrętu składała się z 5 oficerów oraz 44 podoficerów i marynarzy.

## Służba
„Giovanni da Procida” został wcielony do służby w Regia Marina 20 stycznia 1929 roku . Okręt rozpoczął służbę na Morzu Śródziemnym, wchodząc w skład eskadry (wł. Squadriglia) okrętów podwodnych średniego zasięgu Flotylli stacjonującej w Tarencie (wraz z siostrzanymi „Goffredo Mameli”, „Pier Capponi” i „Tito Speri”).
W 1929 roku „Giovanni da Procida”, „Goffredo Mameli” i „Pier Capponi” odbyły daleki rejs wzdłuż wybrzeży Hiszpanii na Atlantyk, docierając do Kadyksu i Lizbony. W 1930 roku eskadra okrętów podwodnych średniego zasięgu, w której służyły jednostki typu Mameli, została przemianowana na 4 eskadrę okrętów podwodnych. W 1931 roku okręty 4. eskadry przebazowano do Neapolu. W 1933 roku wszystkie jednostki typu Mameli odbyły dwudziestodniowy rejs szkoleniowy, zawijając do Salonik oraz na Leros i Rodos.
W 1934 roku okręty 4. eskadry powróciły do Tarentu, a zespół został przemianowany na 9 eskadrę 3. Flotylli, kontynuując szkolenie i wykonując krótkie rejsy po portach włoskich i Dodekanezu. W 1935 roku 9 eskadrę przekształcono w 12 eskadrę. Podczas wojny domowej w Hiszpanii „Giovanni da Procida” odbył dwie misje specjalne.
W 1938 roku 12 eskadrę przekształcono w 41 eskadrę; w 1939 roku zmieniono po raz kolejny jej oznaczenie na 31 eskadrę i przebazowano do Mesyny. W kwietniu 1939 roku „Giovanni da Procida” znalazł się w składzie sił morskich uczestniczących w operacji pod kryptonimem „O.M.T.”, czyli inwazji na Albanię.
10 czerwca 1940 roku, w momencie ataku Włoch na Francję, okręt wchodził w skład 34. eskadry okrętów podwodnych 3. Flotylli w Mesynie (wraz z siostrzanymi „Goffredo Mameli”, „Pier Capponi” i „Tito Speri”) . Dowództwo jednostki sprawował kmdr ppor. (wł. capitano di corvetta) Guido D’Alterio . Od 19 czerwca do 2 lipca „Giovanni da Procida”, „Pier Capponi” i „Vettor Pisani” patrolowały wody Cieśniny Sycylijskiej . Na przełomie sierpnia i września „Giovanni da Procida” i „Dagabur” operował na wodach u wybrzeży Cypru i Palestyny . W listopadzie okręt patrolował u włoskich wybrzeży, nie nawiązując kontaktu z przeciwnikiem. Od 1 do 11 grudnia „Giovanni da Procida” i „Jalea” patrolowały wody na południowy zachód od Korfu . Między 21 grudnia 1940 roku a 1 stycznia 1941 roku „Giovanni da Procida”, „Jalea” i „Salpa” przebywały na defensywnych patrolach w Cieśninie Otranto .
Na początku kwietnia 1941 roku, w związku z wyjściem w morze brytyjskiego zespołu Force H, „Giovanni da Procida”, „Marcantonio Colonna” i „Ametista” przeprowadziły patrole w Zatoce Genueńskiej. Od 5 do 7 czerwca „Giovanni da Procida” i „Marcantonio Colonna” zostały wysłane na wody nieopodal Genui na spotkanie Force H, uczestniczącego w Operacji Rocket (dostarczenia na Maltę samolotów myśliwskich Hurricane), składającego się z lotniskowców HMS „Ark Royal” (91) i „Furious” (47), krążownika liniowego HMS „Renown” (72) oraz niszczycieli HMS „Faulknor” (H62), „Fearless” (H67), „Forester” (H74), „Foresight” (H68), „Foxhound” (H69) i „Fury” (H76) . We wrześniu „Giovanni da Procida”, „Marcantonio Colonna” i „Beilul” operowały w centralnej części Morza Śródziemnego. W grudniu „Giovanni da Procida”, „Jalea”, „Antonio Sciesa” i „Ambra” patrolowały wody Cieśniny Otranto.
W 1942 roku zużyte jednostki napędowe zostały wymienione na nowe silniki Diesla Tosi o łącznej mocy 4000 KM, przez co prędkość okrętu na powierzchni wzrosła do 17 węzłów . Od 9 lutego do końca sierpnia „Giovanni da Procida” znajdował się w remoncie . Do czasu kapitulacji Włoch jednostka wzięła udział w 16 patrolach, nie notując zatopień .
W momencie kapitulacji Włoch we wrześniu 1943 roku niesprawny okręt znajdował się w Tarencie. „Giovanni da Procida” poddał się Aliantom, a po przeprowadzeniu długotrwałych prac remontowych został we wrześniu 1944 roku wysłany na Bermudy, a następnie do Zatoki Maine, dołączając do siostrzanych okrętów „Goffredo Mameli” i „Tito Speri”. Włoskie jednostki były wykorzystywane do szkolenia zwalczania okrętów podwodnych przez jednostki lotnictwa i marynarki USA. W lutym 1945 roku „Giovanni da Procida” i „Tito Speri” zostały przeniesione do Guantanamo, dalej uczestnicząc w szkoleniu sił ZOP. Pod koniec działań wojennych „Giovanni da Procida”, „Goffredo Mameli” i „Tito Speri” powróciły do Tarentu, gdzie nie prowadziły już żadnych działań.
Okręt został wycofany ze służby 1 lutego 1948 roku.